# Verónica Jaspeado
Verónica Jaspeado  (Puebla, Mexikó, 1976. szeptember 2. –) mexikói színésznő.

## Élete és pályafutása
1976. szeptember 2-án született Pueblában. 
Karrierjét 1999-ben kezdte. 2002-ben a La otra című telenovellában Apolonia szerepét játszotta. 2004-ben az Amarte es mi pecadóban Mirta szerepét játszotta. 2008-ban megkapta Ximena Sermeño szerepét az Un gancho al corazón című sorozatban Danna García és Sebastián Rulli mellett.

## Filmográfia

### Telenovellák
- Vino el amor (2016) - Sonia
- Lo que la vida me robó (Szerelem zálogba) (2013) - Josefina «Finita, Josefa» Valverde
- Miss XV (2012) -  Margara Ramona «Magos» Contreras
- Para volver a amar (2010-2011) - Marlene Lagos
- Verano de amor  (2009) - Greta Perea Olmos
- Un gancho al corazón (2008–2009) - Ximena Sermeño
- Mujeres asesinas (2008) - Claudia
- Amor mío  (2006–2007) - Vera Esmeralda
- Érase una vez María (2007) - María Playa
- Mujer, casos de la vida real (2001–2002)
- Amarte es mi pecado  (2004) - Mirta Fernández
- Casting... Busco fama (2003)
- La otra  (2002) - Apolonia Portugal
- El derecho de nacer (2001) - Teté Puk de la Reguera
- DKDA: Sueños de juventud (1999) - Camila Saldívar